# قاسم محمد بحيبح
قاسم محمد قاسم بحيبح (و. 1973) هو سياسي يمني، ولد في مأرب، وعين وزيرا للصحة العامة والسكان في 18 ديسمبر 2020 في حكومة معين الثانية.

## المؤهلات العلمية
-حاصل على شهادة الدكتوراه في طب وجراحة الأنف والاذن والحنجرة من كلية الطب - جامعة قناة السويس - جمهورية مصر العربية العام 2011 .
• حاصل على شهادة الماجستير في طب وجراحة الأنف والاذن والحنجرة من كلية الطب - جامعة قناة السويس - جمهورية مصر العربية العام 2005 .
• حاصل على شهادة البكالوريوس طب عام وجراحة يوليو عام 1998 كلية الطب - جامعة صنعاء.